# Hoita
Hoita es un género de plantas con flores con trece especies perteneciente a la familia Fabaceae. Es originario de California.

## Especies
- Hoita douglasii
- Hoita glandulosa
- Hoita hallii
- Hoita hirsuta
- Hoita longiloba
- Hoita macrostachya
- Hoita orbicularis
- Hoita physodes
- Hoita rhomboidea
- Hoita rígida
- Hoita strobilina
- Hoita versicolor
- Hoita villosa